# Férfi jégkorong-válogatottak a 2010. évi téli olimpiai játékokon
Ez a szócikk tartalmazza a 2010. évi téli olimpiai játékokon részt vevő férfi jégkorong-válogatottak által nevezett játékosok listáját. A csapatok három kapust és húsz mezőnyjátékost nevezhettek.
A játékosok (vezetőedzők) adatai a 2010. február 16-i állapotnak megfelelőek. A táblázatokban található posztok rövidítései: K – Kapus, V – Védő, T – Támadó.

## A csoport

### Kanada
| Kanadai nemzeti férfi jégkorongcsapat-játékoskeret | Kanadai nemzeti férfi jégkorongcsapat-játékoskeret | Kanadai nemzeti férfi jégkorongcsapat-játékoskeret | Kanadai nemzeti férfi jégkorongcsapat-játékoskeret | Kanadai nemzeti férfi jégkorongcsapat-játékoskeret | Kanadai nemzeti férfi jégkorongcsapat-játékoskeret | Kanadai nemzeti férfi jégkorongcsapat-játékoskeret |
| #                                                  | Név                                                | Poszt                                              | Magasság                                           | Súly                                               | Kor                                                | Klub                                               |
| -------------------------------------------------- | -------------------------------------------------- | -------------------------------------------------- | -------------------------------------------------- | -------------------------------------------------- | -------------------------------------------------- | -------------------------------------------------- |
| 1                                                  | Roberto Luongo                                     | K                                                  | 191 cm                                             | 93 kg                                              | 1979. április 4. (30 évesen)                       | Vancouver Canucks                                  |
| 29                                                 | Marc-André Fleury                                  | K                                                  | 188 cm                                             | 82 kg                                              | 1984. november 28. (25 évesen)                     | Pittsburgh Penguins                                |
| 30                                                 | Martin Brodeur                                     | K                                                  | 188 cm                                             | 98 kg                                              | 1972. május 6. (37 évesen)                         | New Jersey Devils                                  |
| 2                                                  | Duncan Keith                                       | V                                                  | 183 cm                                             | 85 kg                                              | 1983. július 16. (26 évesen)                       | Chicago Blackhawks                                 |
| 6                                                  | Shea Weber                                         | V                                                  | 191 cm                                             | 97 kg                                              | 1985. augusztus 14. (24 évesen)                    | Nashville Predators                                |
| 7                                                  | Brent Seabrook                                     | V                                                  | 191 cm                                             | 100 kg                                             | 1985. április 20. (24 évesen)                      | Chicago Blackhawks                                 |
| 8                                                  | Drew Doughty                                       | V                                                  | 185 cm                                             | 92 kg                                              | 1989. december 8. (20 évesen)                      | Los Angeles Kings                                  |
| 20                                                 | Chris Pronger A                                    | V                                                  | 198 cm                                             | 101 kg                                             | 1974. október 10. (35 évesen)                      | Philadelphia Flyers                                |
| 22                                                 | Dan Boyle                                          | V                                                  | 180 cm                                             | 86 kg                                              | 1976. július 12. (33 évesen)                       | San Jose Sharks                                    |
| 27                                                 | Scott Niedermayer C                                | V                                                  | 185 cm                                             | 91 kg                                              | 1973. augusztus 31. (36 évesen)                    | Anaheim Ducks                                      |
| 10                                                 | Brenden Morrow                                     | T                                                  | 180 cm                                             | 95 kg                                              | 1979. január 16. (31 évesen)                       | Dallas Stars                                       |
| 11                                                 | Patrick Marleau                                    | T                                                  | 188 cm                                             | 100 kg                                             | 1979. szeptember 15. (30 évesen)                   | San Jose Sharks                                    |
| 12                                                 | Jarome Iginla A                                    | T                                                  | 185 cm                                             | 95 kg                                              | 1977. július 1. (32 évesen)                        | Calgary Flames                                     |
| 15                                                 | Dany Heatley                                       | T                                                  | 191 cm                                             | 100 kg                                             | 1981. január 21. (29 évesen)                       | San Jose Sharks                                    |
| 16                                                 | Jonathan Toews                                     | T                                                  | 188 cm                                             | 96 kg                                              | 1988. április 29. (21 évesen)                      | Chicago Blackhawks                                 |
| 18                                                 | Mike Richards                                      | T                                                  | 180 cm                                             | 91 kg                                              | 1985. február 11. (25 évesen)                      | Philadelphia Flyers                                |
| 19                                                 | Joe Thornton                                       | T                                                  | 193 cm                                             | 107 kg                                             | 1979. július 2. (30 évesen)                        | San Jose Sharks                                    |
| 21                                                 | Eric Staal                                         | T                                                  | 193 cm                                             | 93 kg                                              | 1984. október 29. (25 évesen)                      | Carolina Hurricanes                                |
| 24                                                 | Corey Perry                                        | T                                                  | 191 cm                                             | 95 kg                                              | 1985. május 16. (24 évesen)                        | Anaheim Ducks                                      |
| 37                                                 | Patrice Bergeron                                   | T                                                  | 188 cm                                             | 88 kg                                              | 1985. július 24. (24 évesen)                       | Boston Bruins                                      |
| 51                                                 | Ryan Getzlaf                                       | T                                                  | 193 cm                                             | 100 kg                                             | 1985. május 10. (24 évesen)                        | Anaheim Ducks                                      |
| 61                                                 | Rick Nash                                          | T                                                  | 193 cm                                             | 99 kg                                              | 1984. június 16. (25 évesen)                       | Columbus Blue Jackets                              |
| 87                                                 | Sidney Crosby A                                    | T                                                  | 180 cm                                             | 90 kg                                              | 1987. augusztus 7. (22 évesen)                     | Pittsburgh Penguins                                |
| Vezetőedző: Mike Babcock                           | Vezetőedző: Mike Babcock                           | Vezetőedző: Mike Babcock                           | Vezetőedző: Mike Babcock                           | Vezetőedző: Mike Babcock                           | 1963. április 29. (46 évesen)                      | 1963. április 29. (46 évesen)                      |

### Egyesült Államok
| Amerikai nemzeti férfi jégkorongcsapat-játékoskeret | Amerikai nemzeti férfi jégkorongcsapat-játékoskeret | Amerikai nemzeti férfi jégkorongcsapat-játékoskeret | Amerikai nemzeti férfi jégkorongcsapat-játékoskeret | Amerikai nemzeti férfi jégkorongcsapat-játékoskeret | Amerikai nemzeti férfi jégkorongcsapat-játékoskeret | Amerikai nemzeti férfi jégkorongcsapat-játékoskeret |
| #                                                   | Név                                                 | Poszt                                               | Magasság                                            | Súly                                                | Kor                                                 | Klub                                                |
| --------------------------------------------------- | --------------------------------------------------- | --------------------------------------------------- | --------------------------------------------------- | --------------------------------------------------- | --------------------------------------------------- | --------------------------------------------------- |
| 29                                                  | Jonathan Quick                                      | K                                                   | 185 cm                                              | 91 kg                                               | 1986. január 21. (24 évesen)                        | Los Angeles Kings                                   |
| 30                                                  | Tim Thomas                                          | K                                                   | 180 cm                                              | 91 kg                                               | 1974. április 15. (35 évesen)                       | Boston Bruins                                       |
| 39                                                  | Ryan Miller                                         | K                                                   | 188 cm                                              | 75 kg                                               | 1980. július 17. (29 évesen)                        | Buffalo Sabres                                      |
| 3                                                   | Jack Johnson                                        | V                                                   | 185 cm                                              | 102 kg                                              | 1987. január 13. (23 évesen)                        | Los Angeles Kings                                   |
| 4                                                   | Tim Gleason                                         | V                                                   | 183 cm                                              | 98 kg                                               | 1983. január 29. (27 évesen)                        | Carolina Hurricanes                                 |
| 6                                                   | Erik Johnson                                        | V                                                   | 193 cm                                              | 107 kg                                              | 1988. március 21. (21 évesen)                       | St. Louis Blues                                     |
| 19                                                  | Ryan Whitney                                        | V                                                   | 190 cm                                              | 95 kg                                               | 1983. február 19. (26 évesen)                       | Anaheim Ducks                                       |
| 20                                                  | Ryan Suter A                                        | V                                                   | 185 cm                                              | 88 kg                                               | 1985. január 21. (25 évesen)                        | Nashville Predators                                 |
| 28                                                  | Brian Rafalski A                                    | V                                                   | 178 cm                                              | 87 kg                                               | 1973. szeptember 28. (36 évesen)                    | Detroit Red Wings                                   |
| 44                                                  | Brooks Orpik                                        | V                                                   | 188 cm                                              | 99 kg                                               | 1980. szeptember 26. (29 évesen)                    | Pittsburgh Penguins                                 |
| 9                                                   | Zach Parise A                                       | T                                                   | 180 cm                                              | 86 kg                                               | 1984. július 28. (25 évesen)                        | New Jersey Devils                                   |
| 12                                                  | Ryan Malone                                         | T                                                   | 193 cm                                              | 102 kg                                              | 1979. december 1. (30 évesen)                       | Tampa Bay Lightning                                 |
| 15                                                  | Jamie Langenbrunner C                               | T                                                   | 185 cm                                              | 91 kg                                               | 1975. július 24. (34 évesen)                        | New Jersey Devils                                   |
| 16                                                  | Joe Pavelski                                        | T                                                   | 180 cm                                              | 88 kg                                               | 1984. július 11. (25 évesen)                        | San Jose Sharks                                     |
| 17                                                  | Ryan Kesler                                         | T                                                   | 188 cm                                              | 92 kg                                               | 1984. augusztus 31. (25 évesen)                     | Vancouver Canucks                                   |
| 23                                                  | Chris Drury                                         | T                                                   | 179 cm                                              | 86 kg                                               | 1976. augusztus 20. (33 évesen)                     | New York Rangers                                    |
| 24                                                  | Ryan Callahan                                       | T                                                   | 180 cm                                              | 84 kg                                               | 1985. március 21. (24 évesen)                       | New York Rangers                                    |
| 26                                                  | Paul Stastny                                        | T                                                   | 183 cm                                              | 93 kg                                               | 1985. december 27. (24 évesen)                      | Colorado Avalanche                                  |
| 32                                                  | Dustin Brown A                                      | T                                                   | 183 cm                                              | 94 kg                                               | 1984. november 4. (25 évesen)                       | Los Angeles Kings                                   |
| 42                                                  | David Backes                                        | T                                                   | 191 cm                                              | 102 kg                                              | 1984. május 1. (25 évesen)                          | St. Louis Blues                                     |
| 54                                                  | Bobby Ryan                                          | T                                                   | 188 cm                                              | 97 kg                                               | 1987. március 17. (22 évesen)                       | Anaheim Ducks                                       |
| 81                                                  | Phil Kessel                                         | T                                                   | 180 cm                                              | 82 kg                                               | 1987. október 2. (22 évesen)                        | Toronto Maple Leafs                                 |
| 88                                                  | Patrick Kane                                        | T                                                   | 178 cm                                              | 81 kg                                               | 1988. november 19. (21 évesen)                      | Chicago Blackhawks                                  |
| Vezetőedző: Ron Wilson                              | Vezetőedző: Ron Wilson                              | Vezetőedző: Ron Wilson                              | Vezetőedző: Ron Wilson                              | Vezetőedző: Ron Wilson                              | 1955. május 28. (54 évesen)                         | 1955. május 28. (54 évesen)                         |

### Svájc
| Svájci nemzeti férfi jégkorongcsapat-játékoskeret | Svájci nemzeti férfi jégkorongcsapat-játékoskeret | Svájci nemzeti férfi jégkorongcsapat-játékoskeret | Svájci nemzeti férfi jégkorongcsapat-játékoskeret | Svájci nemzeti férfi jégkorongcsapat-játékoskeret | Svájci nemzeti férfi jégkorongcsapat-játékoskeret | Svájci nemzeti férfi jégkorongcsapat-játékoskeret |
| #                                                 | Név                                               | Poszt                                             | Magasság                                          | Súly                                              | Kor                                               | Klub                                              |
| ------------------------------------------------- | ------------------------------------------------- | ------------------------------------------------- | ------------------------------------------------- | ------------------------------------------------- | ------------------------------------------------- | ------------------------------------------------- |
| 1                                                 | Jonas Hiller                                      | K                                                 | 188 cm                                            | 86 kg                                             | 1982. február 12. (28 évesen)                     | Anaheim Ducks                                     |
| 52                                                | Tobias Stephan                                    | K                                                 | 188 cm                                            | 82 kg                                             | 1984. január 21. (26 évesen)                      | Genève-Servette                                   |
| 66                                                | Ronnie Rüeger                                     | K                                                 | 186 cm                                            | 89 kg                                             | 1973. február 26. (36 évesen)                     | Kloten Flyers                                     |
| 5                                                 | Severin Blindenbacher                             | V                                                 | 180 cm                                            | 88 kg                                             | 1983. március 15. (26 évesen)                     | Färjestad                                         |
| 7                                                 | Mark Streit C                                     | V                                                 | 183 cm                                            | 95 kg                                             | 1977. december 11. (32 évesen)                    | New York Islanders                                |
| 16                                                | Rafael Diaz                                       | V                                                 | 182 cm                                            | 88 kg                                             | 1986. január 9. (24 évesen)                       | Zug                                               |
| 31                                                | Mathias Seger A                                   | V                                                 | 181 cm                                            | 84 kg                                             | 1977. december 17. (32 évesen)                    | ZSC Lions                                         |
| 47                                                | Luca Sbisa                                        | V                                                 | 185 cm                                            | 80 kg                                             | 1990. január 30. (20 évesen)                      | Portland Winterhawks                              |
| 54                                                | Philippe Furrer                                   | V                                                 | 186 cm                                            | 90 kg                                             | 1985. június 16. (24 évesen)                      | Bern                                              |
| 72                                                | Patrick von Gunten                                | V                                                 | 180 cm                                            | 83 kg                                             | 1985. február 10. (25 évesen)                     | Kloten Flyers                                     |
| 77                                                | Yannick Weber                                     | V                                                 | 178 cm                                            | 88 kg                                             | 1988. szeptember 23. (21 évesen)                  | Hamilton Bulldogs                                 |
| 10                                                | Andres Ambühl                                     | T                                                 | 176 cm                                            | 85 kg                                             | 1983. szeptember 14. (26 évesen)                  | Hartford Wolf Pack                                |
| 14                                                | Roman Wick                                        | T                                                 | 187 cm                                            | 85 kg                                             | 1985. december 30. (24 évesen)                    | Kloten Flyers                                     |
| 17                                                | Hnat Domenichelli                                 | T                                                 | 183 cm                                            | 82 kg                                             | 1976. február 16. (34 évesen)                     | Lugano                                            |
| 18                                                | Thomas Déruns                                     | T                                                 | 186 cm                                            | 86 kg                                             | 1982. március 1. (27 évesen)                      | Genève-Servette                                   |
| 25                                                | Thibaut Monnet                                    | T                                                 | 183 cm                                            | 83 kg                                             | 1982. február 2. (28 évesen)                      | ZSC Lions                                         |
| 23                                                | Thierry Paterlini                                 | T                                                 | 184 cm                                            | 96 kg                                             | 1975. április 27. (34 évesen)                     | Rapperswil-Jona Lakers                            |
| 28                                                | Martin Plüss                                      | T                                                 | 174 cm                                            | 80 kg                                             | 1977. április 5. (32 évesen)                      | Bern                                              |
| 32                                                | Ivo Rüthemann                                     | T                                                 | 172 cm                                            | 76 kg                                             | 1976. december 12. (33 évesen)                    | Bern                                              |
| 35                                                | Sandy Jeannin A                                   | T                                                 | 180 cm                                            | 83 kg                                             | 1976. február 28. (33 évesen)                     | Fribourg-Gottéron                                 |
| 39                                                | Raffaele Sannitz                                  | T                                                 | 187 cm                                            | 93 kg                                             | 1983. május 18. (26 évesen)                       | Lugano                                            |
| 67                                                | Romano Lemm                                       | T                                                 | 182 cm                                            | 86 kg                                             | 1984. június 25. (25 évesen)                      | Lugano                                            |
| 86                                                | Julien Sprunger                                   | T                                                 | 194 cm                                            | 87 kg                                             | 1986. január 4. (24 évesen)                       | Fribourg-Gottéron                                 |
| Vezetőedző: Ralph Krueger                         | Vezetőedző: Ralph Krueger                         | Vezetőedző: Ralph Krueger                         | Vezetőedző: Ralph Krueger                         | Vezetőedző: Ralph Krueger                         | 1959. augusztus 31. (50 évesen)                   | 1959. augusztus 31. (50 évesen)                   |

### Norvégia
| Norvég nemzeti férfi jégkorongcsapat-játékoskeret | Norvég nemzeti férfi jégkorongcsapat-játékoskeret | Norvég nemzeti férfi jégkorongcsapat-játékoskeret | Norvég nemzeti férfi jégkorongcsapat-játékoskeret | Norvég nemzeti férfi jégkorongcsapat-játékoskeret | Norvég nemzeti férfi jégkorongcsapat-játékoskeret | Norvég nemzeti férfi jégkorongcsapat-játékoskeret |
| #                                                 | Név                                               | Poszt                                             | Magasság                                          | Súly                                              | Kor                                               | Klub                                              |
| ------------------------------------------------- | ------------------------------------------------- | ------------------------------------------------- | ------------------------------------------------- | ------------------------------------------------- | ------------------------------------------------- | ------------------------------------------------- |
| 30                                                | Ruben Smith                                       | K                                                 | 182 cm                                            | 75 kg                                             | 1984. április 15. (25 évesen)                     | Storhamar Dragons                                 |
| 33                                                | Pål Grotnes                                       | K                                                 | 188 cm                                            | 86 kg                                             | 1977. március 7. (32 évesen)                      | Stjernen                                          |
| 34                                                | André Lysenstøen                                  | K                                                 | 194 cm                                            | 112 kg                                            | 1988. október 27. (21 évesen)                     | HeKi                                              |
| 5                                                 | Juha Kaunismäki                                   | V                                                 | 187 cm                                            | 88 kg                                             | 1979. május 6. (30 évesen)                        | Stavanger Oilers                                  |
| 6                                                 | Jonas Holøs                                       | V                                                 | 180 cm                                            | 88 kg                                             | 1987. augusztus 27. (22 évesen)                   | Färjestad                                         |
| 7                                                 | Tommy Jakobsen C                                  | V                                                 | 173 cm                                            | 83 kg                                             | 1970. december 10. (39 évesen)                    | Lørenskog                                         |
| 23                                                | Mats Trygg A                                      | V                                                 | 178 cm                                            | 82 kg                                             | 1976. június 1. (33 évesen)                       | Kölner Haie                                       |
| 36                                                | Lars Erik Lund                                    | V                                                 | 188 cm                                            | 95 kg                                             | 1974. július 25. (35 évesen)                      | Vålerenga                                         |
| 47                                                | Alexander Bonsaksen                               | V                                                 | 181 cm                                            | 83 kg                                             | 1987. január 24. (23 évesen)                      | Modo                                              |
| 55                                                | Ole-Kristian Tollefsen                            | V                                                 | 188 cm                                            | 96 kg                                             | 1984. március 29. (25 évesen)                     | Grand Rapids Griffins                             |
| 8                                                 | Mads Hansen A                                     | T                                                 | 183 cm                                            | 90 kg                                             | 1978. szeptember 16. (31 évesen)                  | Brynäs                                            |
| 9                                                 | Marius Holtet                                     | T                                                 | 183 cm                                            | 81 kg                                             | 1984. augusztus 31. (25 évesen)                   | Färjestad                                         |
| 10                                                | Lars Erik Spets                                   | T                                                 | 178 cm                                            | 82 kg                                             | 1985. április 2. (24 évesen)                      | Vålerenga                                         |
| 19                                                | Per-Åge Skrøder                                   | T                                                 | 180 cm                                            | 92 kg                                             | 1978. augusztus 4. (31 évesen)                    | Modo                                              |
| 20                                                | Anders Bastiansen                                 | T                                                 | 188 cm                                            | 97 kg                                             | 1980. október 31. (29 évesen)                     | Färjestad                                         |
| 22                                                | Martin Røymark                                    | T                                                 | 184 cm                                            | 86 kg                                             | 1986. november 10. (23 évesen)                    | Frölunda                                          |
| 26                                                | Kristian Forsberg                                 | T                                                 | 183 cm                                            | 86 kg                                             | 1986. május 5. (23 évesen)                        | Modo                                              |
| 29                                                | Tore Vikingstad                                   | T                                                 | 191 cm                                            | 93 kg                                             | 1975. október 8. (34 évesen)                      | Hannover Scorpions                                |
| 35                                                | Martin Laumann Ylven                              | T                                                 | 190 cm                                            | 92 kg                                             | 1988. december 22. (21 évesen)                    | Linkoping                                         |
| 41                                                | Patrick Thoresen                                  | T                                                 | 180 cm                                            | 85 kg                                             | 1983. november 7. (26 évesen)                     | Salavat Yulaev Ufa                                |
| 42                                                | Jonas Solberg Andersen                            | T                                                 | 184 cm                                            | 85 kg                                             | 1981. március 8. (28 évesen)                      | Sparta Warriors                                   |
| 46                                                | Mathis Olimb                                      | T                                                 | 179 cm                                            | 79 kg                                             | 1986. február 1. (24 évesen)                      | Frölunda                                          |
| 48                                                | Mats Zuccarello Aasen                             | T                                                 | 170 cm                                            | 73 kg                                             | 1987. szeptember 1. (22 évesen)                   | Modo                                              |
| Vezetőedző: Roy Johansen                          | Vezetőedző: Roy Johansen                          | Vezetőedző: Roy Johansen                          | Vezetőedző: Roy Johansen                          | Vezetőedző: Roy Johansen                          | 1960. április 27. (49 évesen)                     | 1960. április 27. (49 évesen)                     |

## B csoport

### Oroszország
| Orosz nemzeti férfi jégkorongcsapat-játékoskeret | Orosz nemzeti férfi jégkorongcsapat-játékoskeret | Orosz nemzeti férfi jégkorongcsapat-játékoskeret | Orosz nemzeti férfi jégkorongcsapat-játékoskeret | Orosz nemzeti férfi jégkorongcsapat-játékoskeret | Orosz nemzeti férfi jégkorongcsapat-játékoskeret | Orosz nemzeti férfi jégkorongcsapat-játékoskeret |
| #                                                | Név                                              | Poszt                                            | Magasság                                         | Súly                                             | Kor                                              | Klub                                             |
| ------------------------------------------------ | ------------------------------------------------ | ------------------------------------------------ | ------------------------------------------------ | ------------------------------------------------ | ------------------------------------------------ | ------------------------------------------------ |
| 20                                               | Jevgenyij Nabokov                                | K                                                | 183 cm                                           | 91 kg                                            | 1975. július 25. (34 évesen)                     | San Jose Sharks                                  |
| 30                                               | Ilja Brizgalov                                   | K                                                | 191 cm                                           | 90 kg                                            | 1980. június 22. (29 évesen)                     | Phoenix Coyotes                                  |
| 40                                               | Szemjon Varlamov                                 | K                                                | 191 cm                                           | 96 kg                                            | 1988. április 27. (21 évesen)                    | Washington Capitals                              |
| 5                                                | Ilja Nyikulin                                    | V                                                | 191 cm                                           | 100 kg                                           | 1982. március 12. (27 évesen)                    | Ak Barsz Kazány                                  |
| 6                                                | Anton Volcsenkov                                 | V                                                | 185 cm                                           | 107 kg                                           | 1982. február 15. (28 évesen)                    | Ottawa Senators                                  |
| 7                                                | Dmitrij Kalinyin                                 | V                                                | 191 cm                                           | 93 kg                                            | 1980. július 22. (29 évesen)                     | Szalavat Julajev Ufa                             |
| 37                                               | Gyenisz Grebeskov                                | V                                                | 185 cm                                           | 88 kg                                            | 1983. október 11. (26 évesen)                    | Edmonton Oilers                                  |
| 55                                               | Szergej Goncsar                                  | V                                                | 188 cm                                           | 98 kg                                            | 1974. április 13. (35 évesen)                    | Pittsburgh Penguins                              |
| 22                                               | Konsztantyin Kornyejev                           | V                                                | 180 cm                                           | 82 kg                                            | 1984. június 5. (25 évesen)                      | CSZKA Moszkva                                    |
| 51                                               | Fjodor Tyutyin                                   | V                                                | 188 cm                                           | 95 kg                                            | 1983. július 19. (26 évesen)                     | Columbus Blue Jackets                            |
| 79                                               | Andrej Markov                                    | V                                                | 183 cm                                           | 92 kg                                            | 1978. december 20. (31 évesen)                   | Montréal Canadiens                               |
| 8                                                | Alekszandr Ovecskin A                            | T                                                | 188 cm                                           | 108 kg                                           | 1985. szeptember 17. (24 évesen)                 | Washington Capitals                              |
| 11                                               | Jevgenyij Malkin                                 | T                                                | 191 cm                                           | 88 kg                                            | 1986. július 31. (23 évesen)                     | Pittsburgh Penguins                              |
| 13                                               | Pavel Dacjuk                                     | T                                                | 180 cm                                           | 88 kg                                            | 1978. július 20. (31 évesen)                     | Detroit Red Wings                                |
| 25                                               | Danisz Zaripov                                   | T                                                | 185 cm                                           | 84 kg                                            | 1981. március 26. (28 évesen)                    | Ak Barsz Kazány                                  |
| 28                                               | Alekszandr Szjomin                               | T                                                | 188 cm                                           | 93 kg                                            | 1984. március 3. (25 évesen)                     | Washington Capitals                              |
| 29                                               | Szergej Fjodorov                                 | T                                                | 188 cm                                           | 93 kg                                            | 1969. december 13. (40 évesen)                   | Metallurg Magnyitogorszk                         |
| 42                                               | Szergej Zinovjev                                 | T                                                | 178 cm                                           | 81 kg                                            | 1980. március 4. (29 évesen)                     | Szalavat Julajev Ufa                             |
| 47                                               | Alekszandr Radulov                               | T                                                | 185 cm                                           | 85 kg                                            | 1986. július 5. (23 évesen)                      | Szalavat Julajev Ufa                             |
| 52                                               | Viktor Kozlov                                    | T                                                | 196 cm                                           | 107 kg                                           | 1975. február 14. (35 évesen)                    | Szalavat Julajev Ufa                             |
| 61                                               | Makszim Afinogenov                               | T                                                | 183 cm                                           | 86 kg                                            | 1979. szeptember 4. (30 évesen)                  | Atlanta Thrashers                                |
| 71                                               | Ilja Kovalcsuk A                                 | T                                                | 187 cm                                           | 107 kg                                           | 1983. április 15. (26 évesen)                    | New Jersey Devils                                |
| 95                                               | Alekszej Morozov C                               | T                                                | 188 cm                                           | 89 kg                                            | 1977. február 16. (33 évesen)                    | Ak Barsz Kazány                                  |
| Vezetőedző: Vjacseszlav Bikov                    | Vezetőedző: Vjacseszlav Bikov                    | Vezetőedző: Vjacseszlav Bikov                    | Vezetőedző: Vjacseszlav Bikov                    | Vezetőedző: Vjacseszlav Bikov                    | 1960. július 24. (49 évesen)                     | 1960. július 24. (49 évesen)                     |

### Csehország
| Cseh nemzeti férfi jégkorongcsapat-játékoskeret | Cseh nemzeti férfi jégkorongcsapat-játékoskeret | Cseh nemzeti férfi jégkorongcsapat-játékoskeret | Cseh nemzeti férfi jégkorongcsapat-játékoskeret | Cseh nemzeti férfi jégkorongcsapat-játékoskeret | Cseh nemzeti férfi jégkorongcsapat-játékoskeret | Cseh nemzeti férfi jégkorongcsapat-játékoskeret |
| #                                               | Név                                             | Poszt                                           | Magasság                                        | Súly                                            | Kor                                             | Klub                                            |
| ----------------------------------------------- | ----------------------------------------------- | ----------------------------------------------- | ----------------------------------------------- | ----------------------------------------------- | ----------------------------------------------- | ----------------------------------------------- |
| 29                                              | Tomáš Vokoun                                    | K                                               | 183 cm                                          | 88 kg                                           | 1976. július 2. (33 évesen)                     | Florida Panthers                                |
| 31                                              | Ondřej Pavelec                                  | K                                               | 188 cm                                          | 91 kg                                           | 1987. augusztus 31. (22 évesen)                 | Atlanta Thrashers                               |
| 33                                              | Jakub Štěpánek                                  | K                                               | 187 cm                                          | 71 kg                                           | 1986. június 20. (23 évesen)                    | Vítkovice                                       |
| 3                                               | Marek Židlický                                  | V                                               | 180 cm                                          | 86 kg                                           | 1977. február 3. (33 évesen)                    | Minnesota Wild                                  |
| 4                                               | Zbyněk Michálek                                 | V                                               | 185 cm                                          | 91 kg                                           | 1982. december 23. (27 évesen)                  | Phoenix Coyotes                                 |
| 5                                               | Roman Polák                                     | V                                               | 185 cm                                          | 103 kg                                          | 1986. április 28. (23 évesen)                   | St. Louis Blues                                 |
| 15                                              | Tomáš Kaberle A                                 | V                                               | 185 cm                                          | 90 kg                                           | 1978. március 2. (31 évesen)                    | Boston Bruins                                   |
| 17                                              | Filip Kuba                                      | V                                               | 196 cm                                          | 103 kg                                          | 1976. december 29. (33 évesen)                  | Ottawa Senators                                 |
| 35                                              | Jan Hejda                                       | V                                               | 191 cm                                          | 95 kg                                           | 1978. június 18. (31 évesen)                    | Columbus Blue Jackets                           |
| 44                                              | Miroslav Blaťák                                 | V                                               | 183 cm                                          | 79 kg                                           | 1982. május 25. (27 évesen)                     | Salavat Yulayev Ufa                             |
| 77                                              | Pavel Kubina                                    | V                                               | 193 cm                                          | 111 kg                                          | 1977. április 15. (32 évesen)                   | Atlanta Thrashers                               |
| 9                                               | Milan Michálek                                  | T                                               | 188 cm                                          | 102 kg                                          | 1984. december 7. (25 évesen)                   | Ottawa Senators                                 |
| 10                                              | Roman Červenka                                  | T                                               | 181 cm                                          | 85 kg                                           | 1985. december 10. (24 évesen)                  | Slavia Prague                                   |
| 14                                              | Tomáš Plekanec                                  | T                                               | 180 cm                                          | 90 kg                                           | 1982. október 31. (27 évesen)                   | Montréal Canadiens                              |
| 16                                              | Petr Čajánek                                    | T                                               | 180 cm                                          | 80 kg                                           | 1975. augusztus 18. (34 évesen)                 | SKA Saint Petersburg                            |
| 24                                              | Martin Havlát                                   | T                                               | 188 cm                                          | 98 kg                                           | 1981. április 19. (28 évesen)                   | Minnesota Wild                                  |
| 26                                              | Patrik Eliáš C                                  | T                                               | 181 cm                                          | 88 kg                                           | 1976. április 13. (33 évesen)                   | New Jersey Devils                               |
| 34                                              | Tomáš Fleischmann                               | T                                               | 185 cm                                          | 87 kg                                           | 1984. május 16. (25 évesen)                     | Washington Capitals                             |
| 46                                              | David Krejčí                                    | T                                               | 183 cm                                          | 80 kg                                           | 1986. április 28. (23 évesen)                   | Boston Bruins                                   |
| 60                                              | Tomáš Rolinek                                   | T                                               | 175 cm                                          | 78 kg                                           | 1980. február 17. (29 évesen)                   | Metallurg Magnyitogorszk                        |
| 63                                              | Josef Vašíček                                   | T                                               | 193 cm                                          | 104 kg                                          | 1980. szeptember 12. (29 évesen)                | Lokomotyiv Jaroszlavl                           |
| 68                                              | Jaromír Jágr A                                  | T                                               | 191 cm                                          | 110 kg                                          | 1972. február 15. (38 évesen)                   | Avangard Omsk                                   |
| 91                                              | Martin Erat                                     | T                                               | 183 cm                                          | 91 kg                                           | 1982. augusztus 12. (27 évesen)                 | Nashville Predators                             |
| Vezetőedző: Vladimír Růžička                    | Vezetőedző: Vladimír Růžička                    | Vezetőedző: Vladimír Růžička                    | Vezetőedző: Vladimír Růžička                    | Vezetőedző: Vladimír Růžička                    | 1963. június 6. (46 évesen)                     | 1963. június 6. (46 évesen)                     |

### Szlovákia
| Szlovák nemzeti férfi jégkorongcsapat-játékoskeret | Szlovák nemzeti férfi jégkorongcsapat-játékoskeret | Szlovák nemzeti férfi jégkorongcsapat-játékoskeret | Szlovák nemzeti férfi jégkorongcsapat-játékoskeret | Szlovák nemzeti férfi jégkorongcsapat-játékoskeret | Szlovák nemzeti férfi jégkorongcsapat-játékoskeret | Szlovák nemzeti férfi jégkorongcsapat-játékoskeret |
| #                                                  | Név                                                | Poszt                                              | Magasság                                           | Súly                                               | Kor                                                | Klub                                               |
| -------------------------------------------------- | -------------------------------------------------- | -------------------------------------------------- | -------------------------------------------------- | -------------------------------------------------- | -------------------------------------------------- | -------------------------------------------------- |
| 31                                                 | Peter Budaj                                        | K                                                  | 185 cm                                             | 91 kg                                              | 1982. szeptember 18. (27 évesen)                   | Colorado Avalanche                                 |
| 35                                                 | Rastislav Staňa                                    | K                                                  | 185 cm                                             | 88 kg                                              | 1980. január 10. (30 évesen)                       | Severstal                                          |
| 41                                                 | Jaroslav Halák                                     | K                                                  | 180 cm                                             | 82 kg                                              | 1985. május 13. (24 évesen)                        | Montréal Canadiens                                 |
| 7                                                  | Ivan Baranka                                       | V                                                  | 191 cm                                             | 91 kg                                              | 1985. május 19. (24 évesen)                        | Szpartak Moszkva                                   |
| 14                                                 | Andrej Meszároš                                    | V                                                  | 188 cm                                             | 100 kg                                             | 1985. október 13. (24 évesen)                      | Tampa Bay Lightning                                |
| 17                                                 | Ľubomír Višňovský                                  | V                                                  | 180 cm                                             | 84 kg                                              | 1976. augusztus 11. (33 évesen)                    | Edmonton Oilers                                    |
| 33                                                 | Zdeno Chára C                                      | V                                                  | 206 cm                                             | 116 kg                                             | 1977. március 18. (32 évesen)                      | Boston Bruins                                      |
| 44                                                 | Andrej Sekera                                      | V                                                  | 183 cm                                             | 91 kg                                              | 1986. június 8. (23 évesen)                        | Buffalo Sabres                                     |
| 68                                                 | Milan Jurčina                                      | V                                                  | 193 cm                                             | 111 kg                                             | 1983. június 7. (26 évesen)                        | Columbus Blue Jackets                              |
| 77                                                 | Martin Štrbák                                      | V                                                  | 191 cm                                             | 96 kg                                              | 1975. január 15. (35 évesen)                       | HC MVD                                             |
| 8                                                  | Martin Cibák                                       | T                                                  | 185 cm                                             | 89 kg                                              | 1980. május 17. (29 évesen)                        | Szpartak Moszkva                                   |
| 10                                                 | Marián Gáborík                                     | T                                                  | 185 cm                                             | 90 kg                                              | 1982. február 14. (28 évesen)                      | New York Rangers                                   |
| 15                                                 | Jozef Stümpel                                      | T                                                  | 191 cm                                             | 101 kg                                             | 1972. július 20. (37 évesen)                       | Barys Astana                                       |
| 18                                                 | Miroslav Šatan                                     | T                                                  | 191 cm                                             | 87 kg                                              | 1974. október 22. (35 évesen)                      | Boston Bruins                                      |
| 20                                                 | Richard Zedník                                     | T                                                  | 185 cm                                             | 91 kg                                              | 1976. január 6. (34 évesen)                        | Lokomotyiv Jaroszlavl                              |
| 23                                                 | Ľuboš Bartečko                                     | T                                                  | 183 cm                                             | 86 kg                                              | 1976. július 14. (33 évesen)                       | Färjestad                                          |
| 24                                                 | Žigmund Pálffy                                     | T                                                  | 178 cm                                             | 82 kg                                              | 1972. május 5. (37 évesen)                         | HK 36 Skalica                                      |
| 26                                                 | Michal Handzuš                                     | T                                                  | 196 cm                                             | 98 kg                                              | 1977. március 11. (32 évesen)                      | Los Angeles Kings                                  |
| 38                                                 | Pavol Demitra A                                    | T                                                  | 183 cm                                             | 91 kg                                              | 1974. november 29. (35 évesen)                     | Vancouver Canucks                                  |
| 81                                                 | Marián Hossa A                                     | T                                                  | 187 cm                                             | 95 kg                                              | 1979. január 12. (31 évesen)                       | Chicago Blackhawks                                 |
| 82                                                 | Tomáš Kopecký                                      | T                                                  | 191 cm                                             | 91 kg                                              | 1982. február 5. (28 évesen)                       | Chicago Blackhawks                                 |
| 91                                                 | Marcel Hossa                                       | T                                                  | 192 cm                                             | 100 kg                                             | 1981. október 12. (28 évesen)                      | Dinamo Riga                                        |
| 92                                                 | Branko Radivojevič                                 | T                                                  | 183 cm                                             | 94 kg                                              | 1980. november 24. (29 évesen)                     | Szpartak Moszkva                                   |
| Vezetőedző: Ján Filc                               | Vezetőedző: Ján Filc                               | Vezetőedző: Ján Filc                               | Vezetőedző: Ján Filc                               | Vezetőedző: Ján Filc                               | 1953. február 19. (56 évesen)                      | 1953. február 19. (56 évesen)                      |

### Lettország
| Lett nemzeti férfi jégkorongcsapat-játékoskeret | Lett nemzeti férfi jégkorongcsapat-játékoskeret | Lett nemzeti férfi jégkorongcsapat-játékoskeret | Lett nemzeti férfi jégkorongcsapat-játékoskeret | Lett nemzeti férfi jégkorongcsapat-játékoskeret | Lett nemzeti férfi jégkorongcsapat-játékoskeret | Lett nemzeti férfi jégkorongcsapat-játékoskeret |
| #                                               | Név                                             | Poszt                                           | Magasság                                        | Súly                                            | Kor                                             | Klub                                            |
| ----------------------------------------------- | ----------------------------------------------- | ----------------------------------------------- | ----------------------------------------------- | ----------------------------------------------- | ----------------------------------------------- | ----------------------------------------------- |
| 1                                               | Ervīns Muštukovs                                | K                                               | 184 cm                                          | 75 kg                                           | 1984. április 7. (25 évesen)                    | Dinamo-Juniors Riga                             |
| 30                                              | Sergejs Naumovs                                 | K                                               | 178 cm                                          | 78 kg                                           | 1969. április 4. (40 évesen)                    | Dinamo Riga                                     |
| 31                                              | Edgars Masaļskis                                | K                                               | 177 cm                                          | 75 kg                                           | 1980. március 31. (29 évesen)                   | Dinamo Riga                                     |
| 2                                               | Rodrigo Laviņš                                  | V                                               | 178 cm                                          | 85 kg                                           | 1974. augusztus 3. (35 évesen)                  | Dinamo Riga                                     |
| 3                                               | Arvīds Reķis                                    | V                                               | 180 cm                                          | 90 kg                                           | 1979. január 1. (31 évesen)                     | Grizzly Adams Wolfsburg                         |
| 7                                               | Kārlis Skrastiņš C                              | V                                               | 188 cm                                          | 93 kg                                           | 1974. július 9. (35 évesen)                     | Dallas Stars                                    |
| 8                                               | Oskars Bārtulis                                 | V                                               | 188 cm                                          | 92 kg                                           | 1987. január 21. (23 évesen)                    | Philadelphia Flyers                             |
| 11                                              | Kristaps Sotnieks                               | V                                               | 180 cm                                          | 80 kg                                           | 1987. január 29. (23 évesen)                    | Dinamo Riga                                     |
| 13                                              | Guntis Galviņš                                  | V                                               | 186 cm                                          | 87 kg                                           | 1986. január 25. (24 évesen)                    | Dinamo Riga                                     |
| 26                                              | Krišjānis Rēdlihs                               | V                                               | 189 cm                                          | 80 kg                                           | 1981. január 15. (29 évesen)                    | Dinamo Riga                                     |
| 71                                              | Georgijs Pujacs                                 | V                                               | 185 cm                                          | 95 kg                                           | 1981. június 11. (28 évesen)                    | Sibir Novosibirsk                               |
| 5                                               | Jānis Sprukts                                   | T                                               | 190 cm                                          | 104 kg                                          | 1982. január 31. (28 évesen)                    | Dinamo Riga                                     |
| 9                                               | Mārtiņš Karsums                                 | T                                               | 178 cm                                          | 90 kg                                           | 1986. február 26. (23 évesen)                   | Dinamo Riga                                     |
| 10                                              | Lauris Dārziņš                                  | T                                               | 190 cm                                          | 90 kg                                           | 1985. január 28. (25 évesen)                    | Dinamo Riga                                     |
| 12                                              | Herberts Vasiļjevs A                            | T                                               | 181 cm                                          | 80 kg                                           | 1976. május 23. (33 évesen)                     | Krefeld Pinguine                                |
| 16                                              | Kaspars Daugaviņš                               | T                                               | 183 cm                                          | 93 kg                                           | 1988. május 18. (21 évesen)                     | Binghamton Senators                             |
| 17                                              | Aleksandrs Ņiživijs A                           | T                                               | 177 cm                                          | 77 kg                                           | 1976. szeptember 16. (33 évesen)                | Dinamo Riga                                     |
| 21                                              | Armands Bērziņš                                 | T                                               | 192 cm                                          | 90 kg                                           | 1983. december 27. (26 évesen)                  | Dinamo Riga                                     |
| 24                                              | Miķelis Rēdlihs                                 | T                                               | 180 cm                                          | 80 kg                                           | 1984. július 1. (25 évesen)                     | Dinamo Riga                                     |
| 47                                              | Mārtiņš Cipulis                                 | T                                               | 180 cm                                          | 81 kg                                           | 1980. november 29. (29 évesen)                  | Dinamo Riga                                     |
| 75                                              | Ģirts Ankipāns                                  | T                                               | 183 cm                                          | 83 kg                                           | 1975. november 29. (34 évesen)                  | Dinamo Riga                                     |
| 87                                              | Gints Meija                                     | T                                               | 183 cm                                          | 80 kg                                           | 1987. szeptember 4. (22 évesen)                 | Dinamo Riga                                     |
| 88                                              | Aleksejs Širokovs                               | T                                               | 182 cm                                          | 86 kg                                           | 1981. február 20. (28 évesen)                   | Amur Khabarovsk                                 |
| Vezetőedző: Oļegs Znaroks                       | Vezetőedző: Oļegs Znaroks                       | Vezetőedző: Oļegs Znaroks                       | Vezetőedző: Oļegs Znaroks                       | Vezetőedző: Oļegs Znaroks                       | 1963. január 2. (47 évesen)                     | 1963. január 2. (47 évesen)                     |

## C csoport

### Svédország
| Svéd nemzeti férfi jégkorongcsapat-játékoskeret | Svéd nemzeti férfi jégkorongcsapat-játékoskeret | Svéd nemzeti férfi jégkorongcsapat-játékoskeret | Svéd nemzeti férfi jégkorongcsapat-játékoskeret | Svéd nemzeti férfi jégkorongcsapat-játékoskeret | Svéd nemzeti férfi jégkorongcsapat-játékoskeret | Svéd nemzeti férfi jégkorongcsapat-játékoskeret |
| #                                               | Név                                             | Poszt                                           | Magasság                                        | Súly                                            | Kor                                             | Klub                                            |
| ----------------------------------------------- | ----------------------------------------------- | ----------------------------------------------- | ----------------------------------------------- | ----------------------------------------------- | ----------------------------------------------- | ----------------------------------------------- |
| 1                                               | Stefan Liv                                      | K                                               | 183 cm                                          | 80 kg                                           | 1980. december 21. (29 évesen)                  | HV71                                            |
| 30                                              | Henrik Lundqvist                                | K                                               | 185 cm                                          | 88 kg                                           | 1982. március 2. (27 évesen)                    | New York Rangers                                |
| 50                                              | Jonas Gustavsson                                | K                                               | 191 cm                                          | 87 kg                                           | 1984. október 24. (25 évesen)                   | Toronto Maple Leafs                             |
| 2                                               | Mattias Öhlund                                  | V                                               | 191 cm                                          | 100 kg                                          | 1976. szeptember 9. (33 évesen)                 | Tampa Bay Lightning                             |
| 3                                               | Douglas Murray                                  | V                                               | 191 cm                                          | 109 kg                                          | 1980. március 12. (29 évesen)                   | San Jose Sharks                                 |
| 5                                               | Nicklas Lidström C                              | V                                               | 188 cm                                          | 86 kg                                           | 1970. április 28. (39 évesen)                   | Detroit Red Wings                               |
| 6                                               | Magnus Johansson                                | V                                               | 178 cm                                          | 82 kg                                           | 1973. szeptember 4. (36 évesen)                 | Linköping                                       |
| 10                                              | Henrik Tallinder                                | V                                               | 191 cm                                          | 98 kg                                           | 1979. január 10. (31 évesen)                    | Buffalo Sabres                                  |
| 29                                              | Johnny Oduya                                    | V                                               | 183 cm                                          | 91 kg                                           | 1981. október 1. (28 évesen)                    | Atlanta Thrashers                               |
| 39                                              | Tobias Enström                                  | V                                               | 178 cm                                          | 79 kg                                           | 1984. november 5. (25 évesen)                   | Atlanta Thrashers                               |
| 55                                              | Niklas Kronwall                                 | V                                               | 183 cm                                          | 86 kg                                           | 1981. január 12. (29 évesen)                    | Detroit Red Wings                               |
| 11                                              | Daniel Alfredsson A                             | T                                               | 180 cm                                          | 93 kg                                           | 1972. december 11. (37 évesen)                  | Ottawa Senators                                 |
| 19                                              | Nicklas Bäckström                               | T                                               | 185 cm                                          | 95 kg                                           | 1987. november 23. (22 évesen)                  | Washington Capitals                             |
| 20                                              | Henrik Sedin                                    | T                                               | 188 cm                                          | 83 kg                                           | 1980. szeptember 26. (29 évesen)                | Vancouver Canucks                               |
| 21                                              | Peter Forsberg                                  | T                                               | 183 cm                                          | 95 kg                                           | 1973. július 20. (36 évesen)                    | Modo                                            |
| 22                                              | Daniel Sedin                                    | T                                               | 185 cm                                          | 83 kg                                           | 1980. szeptember 26. (29 évesen)                | Vancouver Canucks                               |
| 26                                              | Samuel Påhlsson                                 | T                                               | 183 cm                                          | 96 kg                                           | 1977. december 17. (32 évesen)                  | Columbus Blue Jackets                           |
| 27                                              | Patric Hörnqvist                                | T                                               | 180 cm                                          | 85 kg                                           | 1987. január 1. (23 évesen)                     | Nashville Predators                             |
| 33                                              | Fredrik Modin                                   | T                                               | 193 cm                                          | 101 kg                                          | 1974. október 8. (35 évesen)                    | Columbus Blue Jackets                           |
| 40                                              | Henrik Zetterberg A                             | T                                               | 180 cm                                          | 88 kg                                           | 1980. október 9. (29 évesen)                    | Detroit Red Wings                               |
| 80                                              | Mattias Weinhandl                               | T                                               | 182 cm                                          | 85 kg                                           | 1980. június 1. (29 évesen)                     | Dinamo Moszkva                                  |
| 91                                              | Loui Eriksson                                   | T                                               | 185 cm                                          | 83 kg                                           | 1985. július 17. (24 évesen)                    | Dallas Stars                                    |
| 93                                              | Johan Franzén                                   | T                                               | 191 cm                                          | 100 kg                                          | 1979. december 23. (30 évesen)                  | Detroit Red Wings                               |
| Vezetőedző: Bengt-Åke Gustafsson                | Vezetőedző: Bengt-Åke Gustafsson                | Vezetőedző: Bengt-Åke Gustafsson                | Vezetőedző: Bengt-Åke Gustafsson                | Vezetőedző: Bengt-Åke Gustafsson                | 1958. március 23. (51 évesen)                   | 1958. március 23. (51 évesen)                   |

### Finnország
| Finn nemzeti férfi jégkorongcsapat-játékoskeret | Finn nemzeti férfi jégkorongcsapat-játékoskeret | Finn nemzeti férfi jégkorongcsapat-játékoskeret | Finn nemzeti férfi jégkorongcsapat-játékoskeret | Finn nemzeti férfi jégkorongcsapat-játékoskeret | Finn nemzeti férfi jégkorongcsapat-játékoskeret | Finn nemzeti férfi jégkorongcsapat-játékoskeret |
| #                                               | Név                                             | Poszt                                           | Magasság                                        | Súly                                            | Kor                                             | Klub                                            |
| ----------------------------------------------- | ----------------------------------------------- | ----------------------------------------------- | ----------------------------------------------- | ----------------------------------------------- | ----------------------------------------------- | ----------------------------------------------- |
| 30                                              | Antero Niittymäki                               | K                                               | 185 cm                                          | 84 kg                                           | 1980. június 18. (29 évesen)                    | Tampa Bay Lightning                             |
| 33                                              | Niklas Bäckström                                | K                                               | 185 cm                                          | 89 kg                                           | 1978. február 13. (32 évesen)                   | Minnesota Wild                                  |
| 34                                              | Miikka Kiprusoff                                | K                                               | 188 cm                                          | 85 kg                                           | 1976. október 26. (33 évesen)                   | Calgary Flames                                  |
| 5                                               | Lasse Kukkonen                                  | V                                               | 183 cm                                          | 85 kg                                           | 1981. szeptember 18. (28 évesen)                | Avangard Omsk                                   |
| 6                                               | Sami Salo                                       | V                                               | 191 cm                                          | 93 kg                                           | 1974. szeptember 2. (35 évesen)                 | Vancouver Canucks                               |
| 18                                              | Sami Lepistö                                    | V                                               | 183 cm                                          | 80 kg                                           | 1984. október 17. (25 évesen)                   | Phoenix Coyotes                                 |
| 21                                              | Janne Niskala                                   | V                                               | 184 cm                                          | 85 kg                                           | 1981. szeptember 22. (28 évesen)                | Frölunda Indians                                |
| 25                                              | Joni Pitkänen                                   | V                                               | 191 cm                                          | 97 kg                                           | 1983. szeptember 19. (26 évesen)                | Carolina Hurricanes                             |
| 32                                              | Toni Lydman                                     | V                                               | 185 cm                                          | 92 kg                                           | 1977. szeptember 25. (32 évesen)                | Buffalo Sabres                                  |
| 44                                              | Kimmo Timonen A                                 | V                                               | 178 cm                                          | 88 kg                                           | 1975. március 18. (34 évesen)                   | Philadelphia Flyers                             |
| 8                                               | Teemu Selänne A                                 | T                                               | 183 cm                                          | 93 kg                                           | 1970. július 3. (39 évesen)                     | Anaheim Ducks                                   |
| 9                                               | Mikko Koivu                                     | T                                               | 188 cm                                          | 91 kg                                           | 1983. március 12. (26 évesen)                   | Minnesota Wild                                  |
| 10                                              | Niklas Hagman                                   | T                                               | 183 cm                                          | 93 kg                                           | 1979. december 5. (30 évesen)                   | Calgary Flames                                  |
| 11                                              | Saku Koivu C                                    | T                                               | 178 cm                                          | 83 kg                                           | 1974. november 23. (35 évesen)                  | Anaheim Ducks                                   |
| 12                                              | Olli Jokinen                                    | T                                               | 191 cm                                          | 98 kg                                           | 1978. december 5. (31 évesen)                   | New York Rangers                                |
| 15                                              | Tuomo Ruutu                                     | T                                               | 185 cm                                          | 96 kg                                           | 1983. február 16. (27 évesen)                   | Carolina Hurricanes                             |
| 16                                              | Ville Peltonen                                  | T                                               | 178 cm                                          | 83 kg                                           | 1973. május 24. (36 évesen)                     | Dinamo Minszk                                   |
| 20                                              | Antti Miettinen                                 | T                                               | 183 cm                                          | 86 kg                                           | 1980. július 3. (29 évesen)                     | Minnesota Wild                                  |
| 26                                              | Jere Lehtinen                                   | T                                               | 183 cm                                          | 87 kg                                           | 1973. június 24. (36 évesen)                    | Dallas Stars                                    |
| 37                                              | Jarkko Ruutu                                    | T                                               | 185 cm                                          | 93 kg                                           | 1975. augusztus 23. (34 évesen)                 | Ottawa Senators                                 |
| 39                                              | Niko Kapanen                                    | T                                               | 175 cm                                          | 82 kg                                           | 1978. április 29. (31 évesen)                   | Ak Bars Kazan                                   |
| 51                                              | Valtteri Filppula                               | T                                               | 183 cm                                          | 88 kg                                           | 1984. március 20. (25 évesen)                   | Detroit Red Wings                               |
| 62                                              | Jarkko Immonen                                  | T                                               | 183 cm                                          | 95 kg                                           | 1982. április 19. (27 évesen)                   | Ak Bars Kazan                                   |
| Vezetőedző: Jukka Jalonen                       | Vezetőedző: Jukka Jalonen                       | Vezetőedző: Jukka Jalonen                       | Vezetőedző: Jukka Jalonen                       | Vezetőedző: Jukka Jalonen                       | 1962. november 2. (47 évesen)                   | 1962. november 2. (47 évesen)                   |

### Fehéroroszország
| Fehérorosz nemzeti férfi jégkorongcsapat-játékoskeret | Fehérorosz nemzeti férfi jégkorongcsapat-játékoskeret | Fehérorosz nemzeti férfi jégkorongcsapat-játékoskeret | Fehérorosz nemzeti férfi jégkorongcsapat-játékoskeret | Fehérorosz nemzeti férfi jégkorongcsapat-játékoskeret | Fehérorosz nemzeti férfi jégkorongcsapat-játékoskeret | Fehérorosz nemzeti férfi jégkorongcsapat-játékoskeret |
| #                                                     | Név                                                   | Poszt                                                 | Magasság                                              | Súly                                                  | Kor                                                   | Klub                                                  |
| ----------------------------------------------------- | ----------------------------------------------------- | ----------------------------------------------------- | ----------------------------------------------------- | ----------------------------------------------------- | ----------------------------------------------------- | ----------------------------------------------------- |
| 1                                                     | Vitalij Koval                                         | K                                                     | 188 cm                                                | 100 kg                                                | 1980. március 31. (29 évesen)                         | Dinamo Minszk                                         |
| 31                                                    | Andrej Mezin                                          | K                                                     | 182 cm                                                | 78 kg                                                 | 1974. július 8. (35 évesen)                           | Dinamo Minszk                                         |
| 37                                                    | Makszim Maljucin                                      | K                                                     | 180 cm                                                | 74 kg                                                 | 1988. szeptember 16. (21 évesen)                      | Vityebszk                                             |
| 4                                                     | Aljakszandr Makricki                                  | V                                                     | 186 cm                                                | 90 kg                                                 | 1971. augusztus 11. (38 évesen)                       | Dinamo Minszk                                         |
| 5                                                     | Mikalaj Sztaszenka                                    | V                                                     | 195 cm                                                | 101 kg                                                | 1987. február 15. (23 évesen)                         | Amur Habarovszk                                       |
| 7                                                     | Uladzimir Dzjanyiszav                                 | V                                                     | 181 cm                                                | 94 kg                                                 | 1984. június 29. (25 évesen)                          | Dinamo Minszk                                         |
| 24                                                    | Ruszlan Szalej C                                      | V                                                     | 184 cm                                                | 96 kg                                                 | 1974. november 2. (35 évesen)                         | Colorado Avalanche                                    |
| 25                                                    | Szjarhej Kolaszav                                     | V                                                     | 193 cm                                                | 92 kg                                                 | 1986. május 22. (23 évesen)                           | Grand Rapids Griffins                                 |
| 33                                                    | Andrej Karav                                          | V                                                     | 180 cm                                                | 90 kg                                                 | 1985. február 12. (25 évesen)                         | Dinamo Minszk                                         |
| 43                                                    | Viktar Kaszcjucsonak                                  | V                                                     | 187 cm                                                | 94 kg                                                 | 1979. június 7. (30 évesen)                           | Szpartak Moszkva                                      |
| 52                                                    | Aljakszandr Radzinszki                                | V                                                     | 189 cm                                                | 93 kg                                                 | 1978. április 1. (31 évesen)                          | Dinamo Minszk                                         |
| 8                                                     | Andrej Mihaljov                                       | T                                                     | 185 cm                                                | 90 kg                                                 | 1978. február 23. (31 évesen)                         | Dinamo Minszk                                         |
| 10                                                    | Aleh Antonyenka A                                     | T                                                     | 187 cm                                                | 92 kg                                                 | 1971. július 1. (38 évesen)                           | Dinamo Minszk                                         |
| 11                                                    | Aljakszandr Kulakov                                   | T                                                     | 182 cm                                                | 89 kg                                                 | 1983. május 15. (26 évesen)                           | Dinamo Minszk                                         |
| 18                                                    | Aljakszej Uharav                                      | T                                                     | 179 cm                                                | 80 kg                                                 | 1985. január 2. (25 évesen)                           | HC MVD                                                |
| 19                                                    | Dzmitrij Mjaleska                                     | T                                                     | 181 cm                                                | 81 kg                                                 | 1982. november 8. (27 évesen)                         | Dinamo Minszk                                         |
| 21                                                    | Kansztancin Zaharav                                   | T                                                     | 186 cm                                                | 93 kg                                                 | 1985. május 2. (24 évesen)                            | Dinamo Minszk                                         |
| 22                                                    | Szjarhej Zadzjalenav                                  | T                                                     | 178 cm                                                | 88 kg                                                 | 1976. február 27. (33 évesen)                         | Dinamo Minszk                                         |
| 26                                                    | Andrej Sztasz                                         | T                                                     | 187 cm                                                | 83 kg                                                 | 1988. október 18. (21 évesen)                         | Dinamo Minszk                                         |
| 28                                                    | Kansztancin Kalcov A                                  | T                                                     | 186 cm                                                | 90 kg                                                 | 1981. április 17. (28 évesen)                         | Szalavat Julajev Ufa                                  |
| 59                                                    | Szjarhej Dzjamahin                                    | T                                                     | 183 cm                                                | 79 kg                                                 | 1986. július 19. (23 évesen)                          | Nyeftyehimik Nyizsnyekamszk                           |
| 71                                                    | Aljakszej Kaljuzsni                                   | T                                                     | 178 cm                                                | 84 kg                                                 | 1977. június 13. (32 évesen)                          | Dinamo Moszkva                                        |
| 74                                                    | Szjarhej Kaszcicin                                    | T                                                     | 180 cm                                                | 93 kg                                                 | 1987. március 20. (22 évesen)                         | Montréal Canadiens                                    |
| Vezetőedző: Mihail Zaharav                            | Vezetőedző: Mihail Zaharav                            | Vezetőedző: Mihail Zaharav                            | Vezetőedző: Mihail Zaharav                            | Vezetőedző: Mihail Zaharav                            | 1962. január 22. (48 évesen)                          | 1962. január 22. (48 évesen)                          |

### Németország
| Német nemzeti férfi jégkorongcsapat-játékoskeret | Német nemzeti férfi jégkorongcsapat-játékoskeret | Német nemzeti férfi jégkorongcsapat-játékoskeret | Német nemzeti férfi jégkorongcsapat-játékoskeret | Német nemzeti férfi jégkorongcsapat-játékoskeret | Német nemzeti férfi jégkorongcsapat-játékoskeret | Német nemzeti férfi jégkorongcsapat-játékoskeret |
| #                                                | Név                                              | Poszt                                            | Magasság                                         | Súly                                             | Kor                                              | Klub                                             |
| ------------------------------------------------ | ------------------------------------------------ | ------------------------------------------------ | ------------------------------------------------ | ------------------------------------------------ | ------------------------------------------------ | ------------------------------------------------ |
| 1                                                | Thomas Greiss                                    | K                                                | 185 cm                                           | 86 kg                                            | 1986. január 26. (24 évesen)                     | San Jose Sharks                                  |
| 32                                               | Dimitri Pätzold                                  | K                                                | 193 cm                                           | 99 kg                                            | 1983. február 3. (27 évesen)                     | ERC Ingolstadt                                   |
| 44                                               | Dennis Endras                                    | K                                                | 182 cm                                           | 72 kg                                            | 1985. július 14. (24 évesen)                     | Augsburger Panther                               |
| 5                                                | Korbinian Holzer                                 | V                                                | 190 cm                                           | 93 kg                                            | 1988. február 16. (22 évesen)                    | DEG Metro Stars                                  |
| 6                                                | Sven Butenschön                                  | V                                                | 192 cm                                           | 96 kg                                            | 1976. március 22. (33 évesen)                    | Adler Mannheim                                   |
| 7                                                | Chris Schmidt                                    | V                                                | 189 cm                                           | 91 kg                                            | 1976. március 1. (33 évesen)                     | Adler Mannheim                                   |
| 10                                               | Christian Ehrhoff                                | V                                                | 188 cm                                           | 90 kg                                            | 1982. július 6. (27 évesen)                      | Vancouver Canucks                                |
| 22                                               | Michael Bakos                                    | V                                                | 190 cm                                           | 90 kg                                            | 1979. március 2. (30 évesen)                     | ERC Ingolstadt                                   |
| 38                                               | Jakub Ficenec                                    | V                                                | 179 cm                                           | 89 kg                                            | 1977. február 11. (33 évesen)                    | ERC Ingolstadt                                   |
| 52                                               | Alexander Sulzer                                 | V                                                | 185 cm                                           | 94 kg                                            | 1984. május 30. (25 évesen)                      | Nashville Predators                              |
| 84                                               | Dennis Seidenberg A                              | V                                                | 193 cm                                           | 95 kg                                            | 1981. július 18. (28 évesen)                     | Florida Panthers                                 |
| 9                                                | Manuel Klinge                                    | T                                                | 180 cm                                           | 80 kg                                            | 1984. szeptember 5. (25 évesen)                  | Kassel Huskies                                   |
| 11                                               | Sven Felski A                                    | T                                                | 180 cm                                           | 76 kg                                            | 1974. november 18. (35 évesen)                   | Eisbären Berlin                                  |
| 15                                               | T. J. Mulock                                     | T                                                | 183 cm                                           | 88 kg                                            | 1985. február 26. (24 évesen)                    | Eisbären Berlin                                  |
| 16                                               | Michael Wolf                                     | T                                                | 178 cm                                           | 75 kg                                            | 1981. január 24. (29 évesen)                     | Iserlohn Roosters                                |
| 17                                               | Jochen Hecht                                     | T                                                | 185 cm                                           | 90 kg                                            | 1977. június 21. (32 évesen)                     | Buffalo Sabres                                   |
| 18                                               | Kai Hospelt                                      | T                                                | 185 cm                                           | 85 kg                                            | 1985. augusztus 23. (24 évesen)                  | Grizzly Adams Wolfsburg                          |
| 19                                               | Marco Sturm C                                    | T                                                | 181 cm                                           | 88 kg                                            | 1978. szeptember 8. (31 évesen)                  | Boston Bruins                                    |
| 21                                               | John Tripp                                       | T                                                | 191 cm                                           | 104 kg                                           | 1977. május 4. (32 évesen)                       | Hamburg Freezers                                 |
| 24                                               | André Rankel                                     | T                                                | 186 cm                                           | 89 kg                                            | 1985. augusztus 27. (24 évesen)                  | Eisbären Berlin                                  |
| 25                                               | Marcel Müller                                    | T                                                | 193 cm                                           | 104 kg                                           | 1988. július 10. (21 évesen)                     | Kölner Haie                                      |
| 39                                               | Thomas Greilinger                                | T                                                | 180 cm                                           | 110 kg                                           | 1981. augusztus 6. (28 évesen)                   | ERC Ingolstadt                                   |
| 57                                               | Marcel Goc                                       | T                                                | 185 cm                                           | 92 kg                                            | 1983. augusztus 24. (26 évesen)                  | Nashville Predators                              |
| Vezetőedző: Uwe Krupp                            | Vezetőedző: Uwe Krupp                            | Vezetőedző: Uwe Krupp                            | Vezetőedző: Uwe Krupp                            | Vezetőedző: Uwe Krupp                            | 1965. június 24. (44 évesen)                     | 1965. június 24. (44 évesen)                     |